# العلاقات البولندية الطاجيكستانية
العلاقات البولندية الطاجيكستانية هي العلاقات الثنائية التي تجمع بين بولندا وطاجيكستان.

## مقارنة بين البلدين
هذه مقارنة عامة ومرجعية للدولتين:
| وجه المقارنة                                              | بولندا                                                                             | طاجيكستان                          |
| --------------------------------------------------------- | ---------------------------------------------------------------------------------- | ---------------------------------- |
| المساحة (كم2)                                             | 312.68 ألف                                                                         | 143.10 ألف                         |
| عدد السكان (نسمة)                                         | 38.43 مليون                                                                        | 8.92 مليون                         |
| الكثافة السكانية (ن./كم²)                                 | 122.91                                                                             | 62.33                              |
| العاصمة                                                   | وارسو                                                                              | دوشنبه                             |
| اللغة الرسمية                                             | اللغة البولندية                                                                    | اللغة الطاجيكية                    |
| العملة                                                    | زلوتي بولندي                                                                       | ساماني طاجيكي، الروبل الطاجيكستاني |
| الناتج المحلي الإجمالي (بليون دولار)                      | 524.51 مليار                                                                       | 7.15 مليار                         |
| الناتج المحلي الإجمالي (تعادل القوة الشرائية) بليون دولار | 1.02 تريليون                                                                       | 24.03 مليار                        |
| الناتج المحلي الإجمالي الاسمي للفرد دولار أمريكي          | 12.55 ألف                                                                          | 925                                |
| الناتج المحلي الإجمالي للفرد دولار أمريكي                 | 26.14 ألف                                                                          | 2.69 ألف                           |
| مؤشر التنمية البشرية                                      | 0.843                                                                              | 0.624                              |
| رمز المكالمات الدولي                                      | +48                                                                                | +992                               |
| رمز الإنترنت                                              | .pl                                                                                | .tj                                |
| المنطقة الزمنية                                           | توقيت وسط أوروبا، ت ع م+01:00، ت ع م+02:00، أوروبا/وارسو ‏، توقيت وسط أوروبا الصيفي | ت ع م+05:00                        |

## منظمات دولية مشتركة
يشترك البلدان في عضوية مجموعة من المنظمات الدولية، منها:
| علم المنظمة | اسم المنظمة                        | تاريخ انضمام بولندا | تاريخ انضمام طاجيكستان |
| ----------- | ---------------------------------- | ------------------- | ---------------------- |
|             | مؤسسة التنمية الدولية              | 28 أكتوبر 1960      | 4 يونيو 1993           |
|             | منظمة الأمن والتعاون في أوروبا     | 25 يونيو 1973       | 30 يناير 1992          |
|             | مؤسسة التمويل الدولية              | 29 ديسمبر 1987      | 2 ديسمبر 1994          |
|             | منظمة حظر الأسلحة الكيميائية       | ?                   | ?                      |
|             | الأمم المتحدة                      | 24 أكتوبر 1945      | 2 مارس 1992            |
|             | الاتحاد الدولي للاتصالات           | 1921                | 28 أبريل 1994          |
|             | منظمة الشرطة الجنائية الدولية      | ?                   | ?                      |
|             | البنك الدولي للإنشاء والتعمير      | 27 يونيو 1986       | 4 يونيو 1993           |
|             | الاتحاد البريدي العالمي            | 1 مايو 1919         | ?                      |
|             | وكالة ضمان الاستثمار متعدد الأطراف | 29 يونيو 1990       | 9 ديسمبر 2002          |
|             | يونسكو                             | 6 نوفمبر 1946       | 6 أبريل 1993           |
|             | الفريق المعني برصد الأرض           | ?                   | ?                      |

## وصلات خارجية
- موقع وزارة الخارجية البولندية